# Haus zum Maulbeerbaum (Köln)

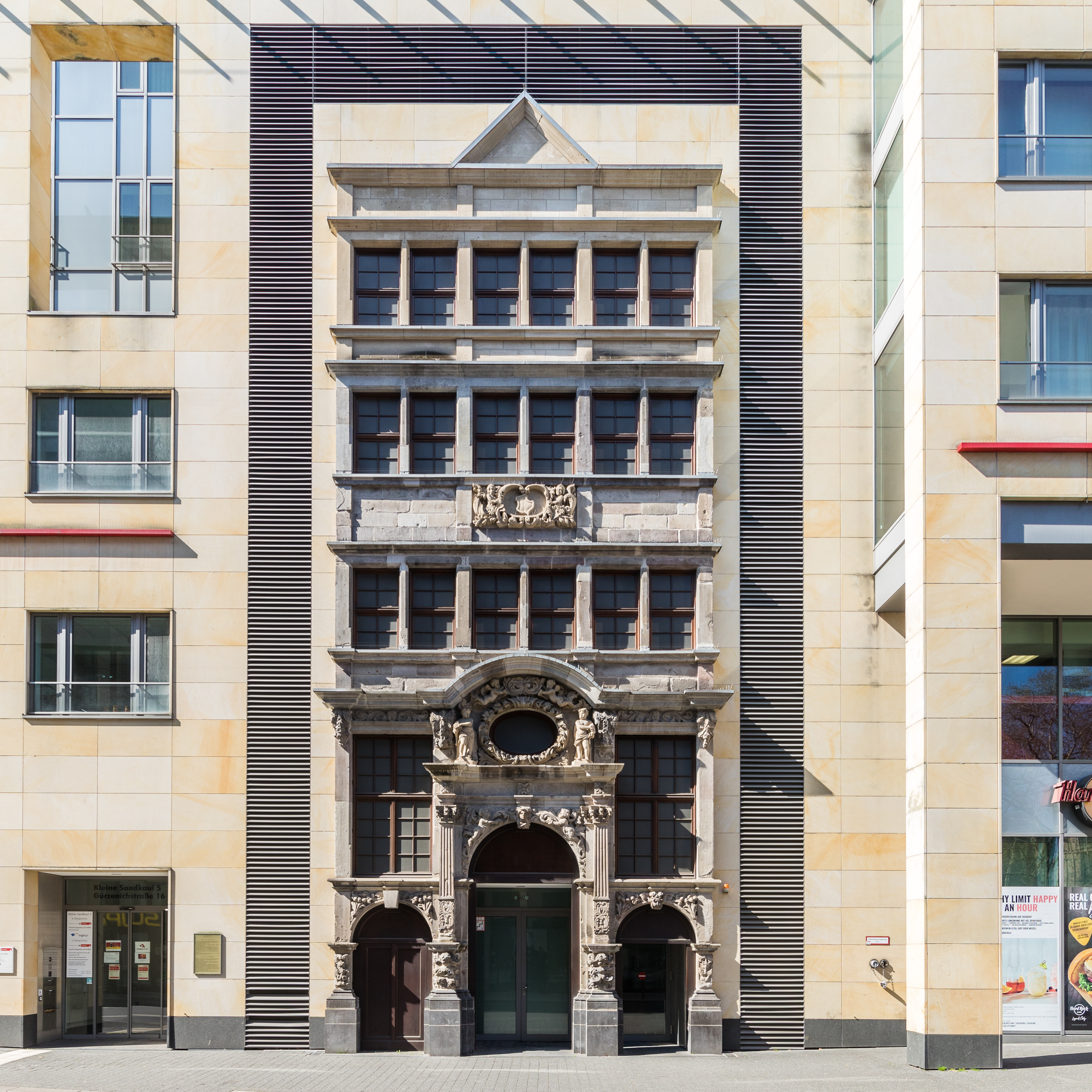
Fassade des Hauses Zum Maulbeerbaum in der Straße Kleine Sandkaul

Das Haus Zum Maulbeerbaum war ein barockes Patrizierhaus in Köln. Es ist die einzig erhaltene Fassade des Hochbarocks im Kölner Stadtbild.

## Geschichte
Im Jahr 1696 ließ sich der Kölner Ratsherr und Kaufmann Johann Matthias Koix das Haus „Zum Maulbeerbaum“ in der damaligen, heute nicht mehr existierenden, Straße Sandbahn 8 durch einen unbekannten Baumeister errichten. 
Das Gebäude wurde für den Neubau des Stadthauses 1910 abgebrochen. Die Fassade wurde jedoch abgebaut und eingelagert, 1913 in die Straße Große Sandkaul transloziert und dort zusammen mit dem barocken Portal des Hauses „Zu den drei Spiegeln“ in die Fassade des Stadthauses eingebaut. 
Im Zuge des Abrisses des alten Stadthauses 1999 wurde die Fassade in die Straße Kleine Sandkaul versetzt und dort in einen Hotelneubau von 2001 integriert.

## Architektur
Die vierstöckige Fassade ist im Stil des flämischen Hochbarocks gestaltet und wird von einem reich gestalteten Rundbogenportal mit Oberlicht, welches von zwei kleineren Rundbogenportalen flankiert wird, dominiert. Während die erste Etage zwei große Kreuzstockfenster besitzt, sind die übrigen Etagen mit wesentlich kleineren Steinstützfensterbändern ausgestattet, die noch sehr an Renaissancebauten erinnern. Zwischen der zweiten und dritten Etage befindet sich vollplastischer Fassadenschmuck in Form von zwei Putti, die, umgeben von Akanthusranken und -blättern, ein Warteschild präsentieren.
Abgeschlossen wurde das Gebäude ursprünglich von einem verkröpften Dreiecksgiebel mit reliefgeschmückten Tympanon. Jedoch wurde sowohl der Giebel als auch die vierte Etage bei den Bombardierungen im Zweiten Weltkrieg zerstört und erst bei der Renovierung 2002 vereinfacht ergänzt. 

## Innenausstattung

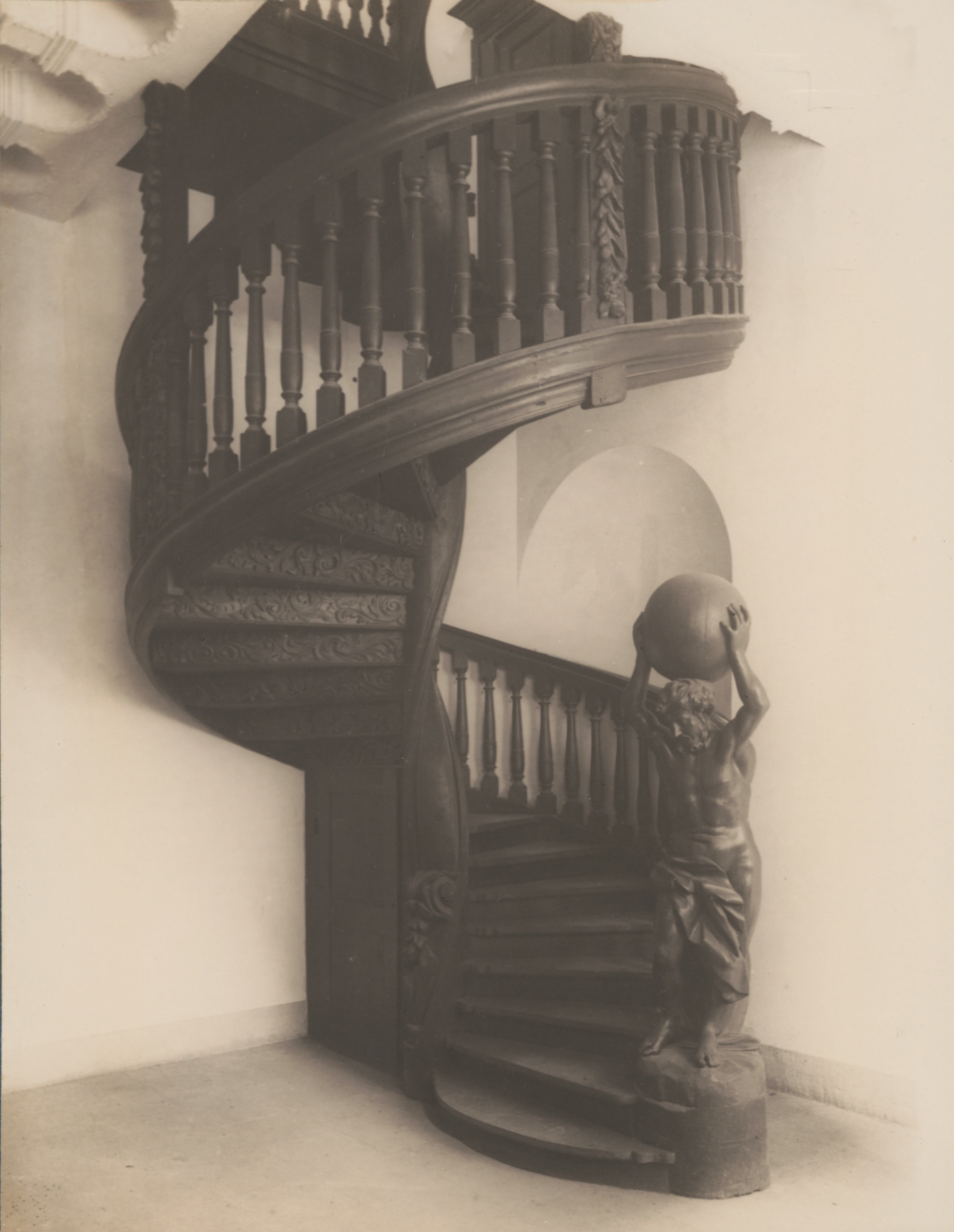
Wendeltreppe im Erdgeschoss mit Atlas als Schmuck des Geländeranfängers.

Das Haus verfügte über eine typische Wendeltreppe, die in vielen Kölnern Bürgerhäuser existierte, sowie Kölner Decken. Die prunkvolle Wendeltreppe war mit Figuren an den Antrittsstufen verziert. So schmückte Atlas den Geländeranfänger im Erdgeschoss und David den Anfänger im ersten Obergeschoss. 